# Kang Jeungsan
Kang Jeungsan, également appelé Gang Il-sun et Kang Il-sun, (강일순, Chinois 姜甑山) (19 septembre 1871 – 24 juin 1909, selon le calendrier lunaire adopté par ses disciples), est le fondateur du Jeungsanisme, un mouvement religieux coréen qui a généré après sa mort une centaine de nouvelles religions différentes, dont le Daesoon Jinrihoe et le Jeung San Do. Le Jeungsanisme et diverses nouvelles religions coréennes (« sinheung jonggyo », littéralement, «religions nouvellement émergées») dérivées de celui-ci, ont été considérés par certains chercheurs comme un syncrétisme du Bouddhisme (Bul-gyo), du Confucianisme (Yu-gyo), du Taoïsme (Do-gyo) avec certaines idées religieuses originales apportées par Kang, et certains éléments empruntés au Christianisme (Gidok-gyo) ainsi qu’au Chamanisme coréen (Musok-Sinang).

## Enfance
Kang Jeungsan est né dans le comté de Gobu, dans la province de Jeolla (aujourd'hui canton de Deokcheon de Jeongeup, province de Jeolla du Nord, Corée) le 19 septembre 1871, selon le calendrier lunaire principalement utilisé par ses disciples. Il existe une littérature hagiographique écrite par ses adeptes, qui décrit des phénomènes miraculeux durant son enfance. Par exemple, ces récits hagiographiques mentionnent qu’« au moment de sa naissance (...) deux fées femelles descendirent du ciel dans la salle d'accouchement », en la remplissant d'un « arôme doux ». Plus tard, on prétend qu'il aurait « appris les classiques chinois à l'école du village et les a maîtrisés au point de le mémoriser et de les réciter tous par cœur », tout en comprenant pleinement leur sens.
En 1891, Kang épousa Jeong Chi-sun (1874-1928), une dame du comté de Gimje. En 1894, il ouvrit une école dans la maison de son beau-frère Jeong Nam-Gi. Il devint réputé pour sa connaissance du bouddhisme, du taoïsme du confucianisme ainsi que des religions populaires coréennes, et rassembla quelques disciples. Soi-disant, il visita également Kim Il-Bu (1826-1898), le fameux expert qui introduisit le Jeong-yeok, une nouvelle interprétation du Yi Jing chinois (Livre des changements). Kim aurait proposé un nouvel arrangement des trigrammes chinois du Yi Jing, ainsi que d'autres diagrammes et un texte explicatif, incluant des idées qu'il avait reçues lors d'une vision mystérieuse. Son rééquilibrage des trigrammes eut une influence profonde sur de nombreuses nouvelles religions coréennes, notamment celles dérivées de Kang.

## Donghak
En 1860, alors que Choe Je-u était préoccupé par l'influence croissante de l'Occident, par la présence japonaise croissante dans la Corée de la période Joseon, par la corruption généralisée au sein du gouvernement et de la religion traditionnelle, et par l'abus de pouvoir du yangban (classe sociale aristocratique), il clama avoir reçu une révélation du Dieu Suprême Sangje (Shang-ti en chinois) et qu'il avait atteint l'illumination. Choe Je-u devint le fondateur du mouvement Donghak (Enseignement de l'Est), le prototype de nombreuses nouvelles religions coréennes syncrétistes subséquentes. Donghak aboutit à la vaine rébellion paysanne du Donghak de 1894, qui fut fomentée par une combinaison de ferveur religieuse centrée sur les visions millénaires d'un prochain messie et de colère face aux impôts élevés de Séoul. Au centre des enseignements de Choe Je-u était la croyance en « Hu-Cheon Gaebyeok », la Grande Ouverture (Gaebyeok) du monde d'après (Hu-Cheon), le nouvel âge du paradis de Donghak, qui a plus tard caractérisé aussi la vision millénariste de Kang Jeungsan.
En fait, Kang Jeungsan insista sur le fait qu'il était Sangje lui-même et que ce dernier, avant de s'incarner sur terre, avait fait cette révélation à Choe Je-u. Kang « avait des liens considérables avec le mouvement Donghak, non seulement idéologiquement mais aussi géographiquement ». En effet, le village où vivait Kang était à seulement quatre kilomètres de l'endroit où le premier soulèvement de la révolution de Donghak s’était produit. Plus tard, Kang rassembla un certain nombre d'adeptes dans la province de Jeolla du Nord où il vivait. Parmi eux se trouvaient certains membres de Donghak. Bien qu'il s’intéressât aux idées religieuses de Donghak, Kang Jeungsan prédit, tout à fait correctement, la défaite de la milice paysanne de Donghak et conseilla à ses adeptes de ne pas y adhérer. Il croyait que les problèmes de la Corée et de la société humaine en général seraient résolus par l'éveil spirituel plutôt que par la rébellion armée.

## Revendications Messianiques
Après la défaite sanglante de Donghak, Kang Jeungsan parcourût la Corée pendant trois ans en se mettant à l'écoute du monde qui l'entourait. En 1900, il rentra chez lui et, commença dans les années qui suivirent à rassembler des adeptes jusqu'à atteindre un nombre considérable. Selon ces adeptes, pendant l'été de 1901, il atteint l'illumination sur la montagne Moaksan, après quarante-neuf jours de pratiques ascétiques et de jeûne. En fait, les adeptes revendiquèrent beaucoup plus que l'illumination pour leur chef spirituel : ils acceptèrent son auto-désignation en tant que Sangje, le Seigneur suprême, qui avait envoyé une révélation à Choe Je-u avant de s'incarner dans ce monde pour initier un nouvel âge. Selon le Daesoon Jinrihoe, le plus grand mouvement reconnaissant Kang comme Sangje, ses pratiques ascétiques dans la montagne Moaksan avaient pour but d'ouvrir le Grand Dao du Ciel et de la Terre ainsi que d'exercer un jugement sur les êtres divins.
Ses adeptes affirmèrent également qu'il jugea toutes les divinités de l’Ancien Monde, ouvrit la voie au Monde postérieur ou Nouveau Monde, et réalisa un « Réordonnement de l'Univers » dans sa totalité (Cheonji Gongsa) grâce aux rituels qu'il accomplit entre 1901 et 1909. D'après le Daesoon Jinrihoe, il restait un résidu de travail de réordonnement à faire par les successeurs de Kang Jeungsan dans l'orthodoxie religieuse, Jo Jeongsan (1895-1958) et Park Wudang (1918-1996).
Une autre branche du jeungsanisme, le Jeung San Do, croit que, comme Kang était Dieu le Père, son disciple femme Goh Pan-Lye (1880-1935), vénérée dans le Jeung San Do sous le titre de Tae-mo-nim, était Dieu la mère. Ils croient également qu'elle a effectué son propre réordonnement de l'univers entre 1926 et 1935.

## Relations avec les Japonais
Après la rébellion de Donghak, la présence du Japon en Corée ne cessa de croître, aboutissant au traité d'annexion de la Corée et à l'annexion formelle de la Corée par le Japon. Kang Jeungsan maintint une attitude similaire à celle qu'il avait eu face au mouvement Donghak. Bien que critique vis-à-vis des Coréens qui prenaient parti pour les Japonais de manière inconditionnelle, Kang Jeungsan conseilla de nouveau de s'abstenir de « toute forme de violence » et souligna l'importance de la « réconciliation et la paix ». Il insista également sur le fait que cette période de domination japonaise en Corée apporterait une solution aux griefs que le Japon avait eu au cours de l'histoire.
Son attitude pacifique ne le protégea cependant pas contre les soupçons des autorités japonaises. Le 25 décembre 1907, il fut arrêté aux côtés d'un certain nombre de ses partisans, car ils étaient suspectés d'avoir l'intention de lever une armée contre les Japonais. Apparemment, « même en prison, il avait des gestes pacifiques » et « ne protesta pas contre les autorités de quelque manière que ce soit. ». Il fut finalement libéré le 4 février 1908, continua ses rituels et prédications et décéda le 24 juin 1909 à la clinique Donggok qu'il avait fondée en 1908.

## Héritage
Kang Jeungsan ne désigna pas de successeur, et après son décès, son mouvement se divisa en plusieurs factions différentes. En 1911, Goh Pan-Lye (Subu, littéralement « Dame de tête », bien qu'il y ait eu deux « Subus » dans l'entourage de Kang), une femme disciple, devint chef d'une des plus grandes factions, qui passa finalement sous la contrôle du cousin masculin de Goh, Cha Gyeong-Seok (1880-1936). La branche de Cha, connue sous le nom de Bocheonisme (Bocheob-gyo), selon certains chercheurs « eut plus d'adeptes pendant la période coloniale japonaise que toute autre religion, un nombre estimé à plus de 6 millions d'adhérents ». Cependant, ce nombre diminua assez rapidement. Goh se sépara de Cha en 1919 et établit sa propre organisation, qui à son tour se divisa en plusieurs factions rivales après sa mort. Kim Hyeong-Ryeol (1862-1932), un autre disciple majeur de Kang Jeungsan, soutint Cha initialement mais le quitta en 1914 et établit une autre branche avec l'aide de la veuve de Kang Jeungsan, Jeong. Encore une fois, cette branche se divisa en plusieurs groupes indépendants. Finalement, une centaine de groupes différents revendiquant l'héritage de Kang Jeungsan furent créés, mais seuls une poignée d'entre eux survécut jusqu'à ce jour.
Le plus grand de ces groupes est le Daesoon Jinrihoe, qui provient de Jo Jeongsan(1895-1958). Ce dernier n'était pas un disciple direct de Kang Jeungsan mais affirma avoir reçu une révélation de lui en 1917, huit ans après la mort de Kang Jeungsan. Les adeptes de Jo Jeongsan affirment, cependant, qu'en 1909 Kang Jeungsan vit un train passer, avec Jo Jeongsan encore adolescent à son bord avec sa famille qui se dirigeait vers Bongcheon, Mandchourie pour vivre en exil là-bas, et déclara : « Un homme peut tout faire à l’âge de 15 ans s'il est capable de prendre son étiquette d'identification (hopae) avec lui ». Les disciples de Jo Jeongsan assurèrent plus tard que par ces mots Kang Jeungsan avait reconnu Jo Jeongsan comme son successeur. La fille unique de Kang, Sun-Im (1904-1959), accepta initialement Jo, mais elle établit ensuite sa propre branche, connue sous le nom de Jeung San Beob Jong Gyo, dont le siège est situé dans la province nord-coréenne de Jeolla du Nord. Après de longs litiges avec d'autres branches, elle obtint les restes funéraires de Kang, qui sont actuellement conservés au siège du mouvement.
Quoi qu'il en soit, et bien que les statistiques puissent être contestées, il ne fait aucun doute qu'un grand nombre de Coréens, peut-être jusqu'à plusieurs millions, sont aujourd'hui en contact avec l'une ou l'autre des branches du mouvement religieux initié par Kang Jeungsan et qu’ils le reconnaissent comme une incarnation divine. La plupart de ces personnes appartiennent au Daesoon Jinrihoe. Le Daesoon Jinrihoe et le Jeung San Do ont également commencé une activité missionnaire à l'étranger, en particulier aux États-Unis. Avec certitude, Kang Jeungsan ne pensait pas que son message de salut concernait uniquement la Corée. En effet, il dit explicitement qu'il était destiné au monde entier.